# L'ultimo dei comanches
L'ultimo dei comanches (The Stand at Apache River) è un film del 1953 diretto da Lee Sholem.
È un film western statunitense con Stephen McNally, Julie Adams e Hugh Marlowe. È basato sul romanzo Apache Landing di Robert J. Hogan.

## Produzione
Il film, diretto da Lee Sholem su una sceneggiatura di Arthur A. Ross con il soggetto di Robert J. Hogan (autore del romanzo), fu prodotto da William Alland per la Universal International Pictures e girato nel Red Rock Canyon State Park a Cantil e a Victorville in California.

## Distribuzione
Il film fu distribuito con il titolo The Stand at Apache River negli Stati Uniti nel settembre del 1953 al cinema dalla Universal Pictures.
Alcune delle uscite internazionali sono state:
- in Svezia l'8 gennaio 1954 (Anfall i natten)
- in Finlandia il 14 gennaio 1955 (Yöllinen hyökkäys)
- in Portogallo il 28 ottobre 1957 (Flechas de Ódio)
- in Belgio (Soulèvement en Arizona)
- in Italia (L'ultimo dei comanches)